# Avonturen uit een Magisch Verleden
Avonturen uit een Magisch Verleden (Eng. Chronicles of Ancient Darkness) is een kinderboekenreeks geschreven door de Engelse schrijfster Michelle Paver. Het is een reeks bedoeld voor kinderen vanaf 10 jaar. Het eerste boek is verschenen in 2004 en het laatste in 2009. Een Nederlandstalige omnibus verscheen in 2010.
Van januari tot juli 2013 verschenen paperbacks van de boeken, met nieuwe covers, die geïnspireerd zijn op de Engelse paperbacks. Dit zijn midprice-boeken.

## Serie
Hier is een tabel van de hele serie:
| Deel   | Nederlandse titel                             | Engelse titel | Verschijning BE | Speelt zich af in...                        |
| ------ | --------------------------------------------- | ------------- | --------------- | ------------------------------------------- |
| Deel 1 | Torak en Wolf                                 | Wolf Brother  | 2004            | Het Open Woud en de Noordelijke Hoge Bergen |
| Deel 2 | Torak en Wolf - De Zielzwerver                | Spirit Walker | 2005            | Het Open Woud en de Zeehondeneilanden       |
| Deel 3 | Torak en Wolf - Avonturen in het Hoge Noorden | Soul Eater    | 2006            | Het Open Woud en het Verre Noorden          |
| Deel 4 | Torak en Wolf - Verstoten                     | Outcast       | 2007            | Het Open Woud en het Bijlmeer               |
| Deel 5 | Torak en Wolf - De Verbroken Eed              | Oath Breaker  | 2008            | Het Open Woud en het Dichte Woud            |
| Deel 6 | Torak en Wolf - De Geestenjager               | Ghost Hunter  | 2009            | Het Open Woud en de Zuidelijke Hoge Bergen  |

Opmerking: Het tweede deel heette oorspronkelijk "Torak de Zielzwerver", maar later is de naam aangepast naar "Torak en Wolf - De Zielzwerver".

## Delen

### Deel 1: Torak en Wolf - Avonturen uit een magisch verleden
Het is winter. Torak is twaalf zomers oud. Een beer terroriseert het Woud. Wanneer Toraks pa gedood wordt door de beer, onthult hij iets aan zijn zoon. Torak moet naar de Berg van de Wereldgeest gaan om ervoor te zorgen dat de beer wordt vernietigd. Maar Torak is alleen en op de vlucht. Hij heeft nog maar één keer in zijn leven andere mensen gezien - en daar heeft hij geen goede herinneringen aan overgehouden. Hij vindt een kleine wolf die zijn ouders is verloren toen het hol overstroomde. Dan wordt hij ineens gevangengenomen door de Ravenstam, samen met zijn enige vriend, Wolf, die Torak als leider van de roedel ziet. Een meisje van de Ravenstam, Renn, helpt Torak om te vluchten.

### Deel 2: Torak en Wolf - De Zielzwerver
Het is een halve zomer geleden sinds Torak de beer heeft vernietigd. Nu wordt de Ravenstam bedreigd door een geheimzinnige ziekte. Torak is de enige die de remedie ervoor kan vinden. Hij reist af naar de Zeehondeneilanden. Stilaan begint hij ook te begrijpen waarom juist hij is uitverkoren om de strijd tegen de Zieleneters aan te gaan. Renn laat hem echter niet in de steek en gaat hem achterna. Zelfs Wolf, die op de Berg van de Wereldgeest zat, gaat hen zoeken. Ze moeten de ziekte zien te stoppen en tegelijk ook de verrader kunnen vinden, die zich op het Zeehondeneiland schuilhoudt.

### Deel 3: Torak en Wolf - Avonturen in het Hoge Noorden
Torak, Renn en Wolf hebben een halve zomer geleden hun avontuur op Zee nog net overleefd. Maar nu is het winter in het Woud. Wanneer Wolf ontvoerd wordt, gaan Torak en Renn hem en zijn ontvoerders achterna, zelfs tot in het Verre Noorden. Daar aangekomen in het Adderoog moeten ze vechten voor hun leven. Vier Zieleneters willen Torak vreselijk kwaad aandoen, en zo een deur naar de Andere Wereld, die van de demonen, openzetten.

### Deel 4: Torak en Wolf - Verstoten
Torak draagt al twee manen een afschuwelijk geheim met zich mee. Wanneer door toeval zijn geheim toch ontdekt wordt, wordt hij verstoten: iedereen die hem ziet, mag hem doden! Torak wordt stilaan gedwongen om naar het Bijlmeer te gaan, samen met Wolf. Renn en Bale, die bij de Raven op bezoek is, besluiten hem te gaan zoeken. Torak is namelijk besmet door de zielziekte. Ook de Zieleneters zijn natuurlijk nog lang niet verslagen; de drie krachtigste leven nog altijd. En het Bijlmeer hangt een vreselijk lot boven het hoofd.

### Deel 5: Torak en Wolf - De Verbroken Eed
Op de Punt, op het Zeehondeneiland, gebeuren rare dingen. Daarom gaan Torak, Renn en Fin-Kedinn naar daar om er een oogje in het zeil te houden. Wanneer Toraks vriend vermoord wordt door iemand met een drievingerige hand, besluiten ze naar het Dichte Woud te trekken. Daar zijn de stammen in oorlog: de Oerossen tegen de Woudpaarden. Alleen de Hertenstam houdt zich neutraal. Daar ergens zit Thiazzi, de sterkste Zieleneter. Het wordt voor Torak, Renn en Wolf de moeilijkste om fysiek te overwinnen. Langs alle kanten worden ze tegengewerkt.

### Deel 6: Torak en Wolf - De Geestenjager
Renn en Torak zijn allebei 15 zomers oud. Twee winters geleden hebben zij en Wolf de Beer vernietigd. Twee zomers geleden werd Tenris opgeslokt door een Jager. Een winter geleden viel Nef in een ijsrivier naar beneden. Eén lente geleden werd Seshru door Bales pijl gedood. Vorige zomer werd Thiazzi door vlammen verteerd. Nu blijft er nog maar één Zieleneter over: Eostra, de Oehoemagiër. De meest machtige der Zieleneters zit in een grot in de Geestenberg. Samen met haar oehoe zet ze de aanval tegen het Woud in. Wolf moet vreselijk verdriet verwerken. Renn moet belangrijke beslissingen nemen. En in de allerlaatste strijd staat Torak er alleen voor, en moet hij de moeilijkste keuze van zijn leven maken. Wie wint, wie verliest? Wie sterft, wie overleeft? Dit is het ultieme einde van de strijd tegen de Zieleneters.

## Gebieden

### Het Woud
Het Woud is in verschillende delen ingedeeld. Er is het Open en het Dichte Woud, het Bijlmeer, IJsrivieren, rivieren en het Dal van de Loper.

#### Het Open Woud
Hier leven onder andere de Raven. Ook voor de Everzwijnen, Wolven en nog vele andere is dit hun thuis. Alle boeken spelen zich gedeeltelijk wel in het Open Woud af. Het Open Woud is zowat het grootste gebied dat de stammen kennen. Het grenst aan het Dichte Woud, de Zee, de Bergen, het Bijlmeer en het Verre Noorden.

#### Het Dichte Woud
Waar in het Open Woud de bomen verder uit elkaar staan, staan ze hier juist dicht bij elkaar. De stammen uit het Dichte Woud (Herten, Woudpaarden, Oerossen, Lynxen en Vleermuizen) willen maar één ding: op bomen lijken. Daarom gebruiken ze vooral gebarentaal. Het Dichte Woud wordt door de bewoners ook wel het Ware Woud genoemd, tot lichte ergernis van de bewoners van het Open Woud.

#### Rivieren
In het Woud stromen veel rivieren. Hier een lijst en wat beschrijvingen ervan.
- De Bijlsteelrivier, Groene Rivier en Witte Water

De Bijlsteel(rivier) ontspringt in het Bijlmeer. Samen met de Groene Rivier vormt ze het Witte Water. Waar de Groene Rivier en de Bijlsteel samenkomen heet het de Tweelingrivier. Daar is ook de Geknakte Bergrug en het Dal van de Loper.
- Het Wijde Water, Zwarte Water en Elandrivier

Het Wijde Water ontspringt ook in het Bijlmeer. Hier bevindt zich de Donderval. Waar het Wijde Water en het Zwarte Water samenkomen, wordt het de Elandrivier genoemd.
Het Zwarte Water ontspringt in een uitloper van de Hoge Bergen, en stroomt door het Dichte Woud naar de Zee. Aan het Zwarte Water ligt de Verbrande Heuvel.
- De Windrivier, Tuimelrotsrivier en Biezenwater

In het dal van de Windrivier heeft was het kamp van de Raven waar Torak als gevangene naartoe werd gebracht. De Windrivier ontspringt net als het Zwarte Water in de Hoge Bergen, stroomt door het Dichte Woud en het Open Woud naar Zee. In het laatste boek hebben de Everzwijnen hun kamp aan de Tuimelrots opgezet. Ook het Biezenwater komt daarin uit. Uiteindelijk komen de Windrivier en de Tuimelrots bij elkaar.
- Het Snelwater, Aswater en Paardensprongrivier

Aan de Paardensprong is in het laatste boek het hol van de wolven. Bij het Snelwater ligt de Oerosrots, waar Torak Wolf heeft gevonden. Het Aswater is van waar het Snelwater en de Paardensprong samenkomen tot aan Zee. Daar hebben in De Geestenjager de Raven hun kamp gezet.
- Het Rode Water

Het Rode Water is de meest zuidelijke rivier in het Open Woud en ontspringt aan de Geestenberg en stroomt dan van de Kloof van het Verborgen Volk en het hoogland naar de Zee. Toraks Va is niet ver van het Rode Water vermoord door de beer.

#### Het Bijlmeer
Op het Bijlmeer woont de Otterstam. Hier verschanst de Addermagiër zich in het vierde deel. De Bijlsteel en het Wijde Water ontspringen er. Het Bijlmeer wordt gevoed door de ijsrivier die ook grenst aan het Dal van de Loper.

#### Het Dal van de Loper
Hier woont de Loper, een uitgestotene van de Otters. Torak, Renn en Wolf trokken door zijn Dal in het eerste boek, Torak en Wolf.

### De Zee
De Zee grenst aan het Open Woud en het Verre Noorden. Bij die laatste wordt ze echter ook wel de Open Zee genoemd, zodat er geen vergissingen gebeuren door de IJszee, die daar ook ligt. In de Zee liggen de Zeehondeneilanden, maar ook nog een aantal andere, kleine rotseilanden, waar niks is.

#### De Zeehondeneilanden
De Zeehondeneilanden is een groep eilanden bestaande uit drie grotere eilanden en een aantal kleinere. De grote hebben een naam, namelijk die van de stam die er woont.
Het noordelijkste eiland is het Kelpeiland, waar de Kelpstam woont. Het is het kleinste eiland van de drie.
Op het middelste eiland - wat telt voor ligging en grootte - woont de Aalscholverstam. Het is dan ook het Aalscholvereiland.
Het Zeehondeneiland, waar de Zeehonden wonen, is het zuidelijkste en grootste. Op dit eiland is ook een klein Woud en een Meer, meer een kleine waterval zodat het water naar de Zee kan stromen. Op de Punt is het "hoofdkwartier" van de Magiër. Een andere belangrijke plaats op het eiland is de Arendhoogte. Daar groeit de selikwortel, en Torak klimt erop in Torak en Wolf - De Zielzwerver. Op het punt wordt ook Toraks verwant gedood doordat iemand hem eraf duwt.

### Het Verre Noorden
In het Verre Noorden leven vijf stammen: Witte Vossen-, Veelvraat-, Sneeuwhoen-, Narwal- en Walrusstammen. Er is een grote ijsrivier waar niemand ooit over is geraakt (wel eromheen). Het Adderoog is een grot in een rots waar een deur naar de Andere Wereld is. Je hebt hier twee Zeeën: de Open Zee, waar ijsschotsen en ijsbergen op drijven, en de IJszee, die helemaal is dichtgevroren. Hier kunnen getijdespleten in het ijs ontstaan. De Witte Vossen leven op de IJszee. Verder is in het Verre Noorden niet veel te beleven: het is er koud, er is geen groen van bomen en andere planten. Er zijn, buiten de Zieleneters, maar drie mensen die - van het Woud - naar het Verre Noorden zijn gereisd. Vele zomers terug was dat Fin-Kedinn, en daarna Torak en Renn.

### De Hoge Bergen
De wereld van Torak en Renn is in vier "kwartieren" verdeeld. Dat zijn het Woud, de Zee, het IJs en de Bergen. Het kwartier van de Bergen zijn meerbepaalt de Hoge Bergen, een bergketen die van Noord naar Zuid loopt en de oostelijke begrenzing van het Woud vormt. In het Noorden vind je de Berg van de Wereldgeest (voor Wolf de Berg van de Donderaar) en in het Zuiden de Geestenberg. Er leven drie Bergstammen: Lijsterbes-, Zwanen- en Berghazenstammen.

#### De Berg van de Wereldgeest
De Wereldgeest voor de stammen, de Donderaar voor Wolf. Er is nog geen mens tot hier doorgedrongen. Alleen Wolf is daar gekomen en teruggekomen. hij was daar met Torak, toen die de beer ging vernietigen maar uiteindelijk is alleen wolf daar gekomen. De Wereldgeest heeft alle andere nieuwsgierigen teruggedreven met windstoten en regens. De Berg van de Wereldgeest (dikwijls afgekort tot "de Berg") is de noordelijke begrenzing van de Hoge Bergen, aan het noordelijkste deel van het Woud. Nog noordelijker zijn er alleen sneeuwhopen. Om aan de Berg te komen moet je door een ravijn. De Berg van de Wereldgeest is een van de twee Bergen die de Bergstammen eren.

#### De Geestenberg
Hoewel iedereen de Berg van de Wereldgeest kent, kennen maar weinigen de Geestenberg. Dit is de tweede Berg die de Lijsterbessen, Zwanen en Berghazen eren, en vormt dan weer de grootste berg van het zuiden. Daaronder zijn alleen nog een paar uitlopers van de Hoge Bergen. In de Geestenberg zijn vele grotten. In één daarvan zit Donker, een andere heeft Eostra zich toegeëigend. Hier is ook een deur naar de Andere Wereld. Wanneer Torak op de Geestenberg staat, ziet hij dat erachter nog een Woud ligt, dat niemand ooit heeft gezien.

#### De Rendierrivier
Dit is de meest zuidelijke rivier die Torak en Renn kennen. Ze ligt nog zuidelijker dan het Rode Water, maar ontspringen niet ver van elkaar. Hier jagen de Bergstammen, aan een paar rendier-oversteekplekken.

## Personages
Hier is een lijst van alle belangrijke personages uit Avonturen uit een Magisch Verleden. Ze zijn gerangschikt volgens eerste verschijning, behalve de Zieleneters, die bij elkaar staan.

### Hoofdpersonen
- Torak is de mannelijke hoofdpersoon in de serie. Zijn vader was een Zieleneter. Hij kan met wolven en honden praten. Torak is een zielzwerver, iemand die zijn naam- en stamziel in een ander wezen kan verplaatsen. Hij is ook de Luisteraar, iemand uit de verhalen van de Ravenstam, die de beer kan verslaan. Op het einde van deel 3 en het begin van deel 4 is hij nog even Zieleneter geweest, maar niet lang en wel tegen zijn zin. Torak is stamloos, hij behoort tot geen enkele stam. Hij is geboren op Midzomernacht, is 12 zomers oud in het eerste boek en 15 zomers oud in het laatste boek. Hij is verliefd op Renn, en helemaal op het einde van De Geestenjager gaat ze met hem mee om door het Woud zwerven.
- Renn is de vrouwelijke hoofdpersoon. Hoewel ze eerst Torak gevangennam, heeft ze hem later vergezeld naar de Berg van de Wereldgeest en zijn ze vrienden geworden. Zij en Torak maken dikwijls erge ruzie, wat er dan soms op uit draait dat ze elk ergens anders naartoe gaan. Ze is even oud als Torak. Ze heeft een goede relatie met Wolf, en kan hem ook bij zich roepen. Dat gebeurt door een fluitje van auerhoenbot dat Torak haar gegeven heeft. Seshru is Renns moeder, wat verklaart waarom ze goed overweg kan met Magie. Ze is Saeunns leerling, maar houdt zelf niet van Magie. Ze is eigenlijk geboren omdat Seshru een tokoroth van haar wilde maken. Dit alles heeft ze Torak verteld in boek 4, en later, voor het begin van boek 5. Later kan ze toch nog met Torak meegaan en worden ze elkaars gezel en gezellin.
- Wolf is een wolf. Hij heeft Torak en Renn ontmoet in het eerste boek, en is hun gids. Wolf heeft een eigen taal, maar kan wel communiceren met Torak, die de wolventaal kent, en naar Renn komen wanneer ze op haar auerhoenbotje fluit. Wolf noemt Torak "Zonder Staart" en is zijn broeder uit de roedel. Renn is voor Wolf in de eerste twee boeken het wijfje, maar vanaf boek 3 noemt hij haar de zuster uit de roedel. Hij heeft Donkervacht als gezellin. Eerst had hij drie kinderen, maar één is gestorven aan een ziekte, een ander door Eostra's oehoe. Kiezel is de enige welp die het heeft overleefd. De Wereldgeest is de "Donderaar", een rivier een "Snel Nat" en vuur of as "Het Heldere Beest met de Hete Beet". Zo zijn er nog vele andere dingen, maar dit zijn de belangrijkste.
- Fin-Kedinn is de Leider van de Ravenstam en oom van Renn. Vanaf het einde van boek 4 is hij ook Toraks pleegvader. Hij heeft Toraks Va gekend. Fin-Kedinn staat in hoog aanzien bij de stammen, en is, toen hij nog jong was, naar het Verre Noorden gereisd. Hij heeft nog een oogje op Toraks moeder gehad, en Tenris gekend. Hij is een van de weinigen die de hele geschiedenis van de Zieleneters kent, en vertelt op het einde van elk avontuur een stukje aan Torak.
- Saeunn is de Magiër van de Raven. Ze heeft Renn gered van het tokoroth zijn en aan haar heeft Toraks Va verteld over Torak. Ze is het niet altijd eens met Fin-Kedinn. Saeunn is de oudste mens in het Open Woud en sterft in deel 6.
- Oslak speelt mee in boek 1 en 2. Dan sterft hij door de ziekte die de tokoroth hebben veroorzaakt. Hij was degene die samen met Renn en Hord Torak gevangen heeft genomen.
- Hord is de broer van Renn en 19 zomers oud (7 zomers ouder dan Renn). Hij heeft - zonder dat hij dat wist - de "kreupele dwaler" geholpen de beer te maken, en vindt daarom dat hij Torak moet offeren en diens bloed naar de Berg moet brengen. Hij is vermoord door de beer op het einde van boek 1. Renn gaf niet echt om haar broer, en bespotte hem dikwijls.
- De demonische beer was eigenlijk een gewone beer waar Tenris demonen in heeft vastgezet. Hij moest Toraks Va vermoorden. Later is hij gestorven onder een lawine, samen met Hord, die de Wereldgeest gestuurd had.
- Krukoslik: zie Torak en Wolf - De Geestenjager.
- De Loper: zie Zieleneters - Narrander.

### Torak en Wolf - De Zielzwerver
- De Woudpaardenleider: zie Torak en Wolf - De Verbroken Eed.
- Bale is een Zeehondenjongen die samen met Detlan en Asrif Torak gevangenneemt aan de kust. Hij leert Torak varen in een huidboot. Bale speelt ook mee in boek 4 en even in boek 5. Dan wordt hij echter vermoord door Thiazzi. In boek 4 merkt Torak tot zijn frustratie op dat Bale zijn plaats aan het innemen is wat Renn betreft. Die heeft dat echter niet door. In boek 5 wilde hij Renn vragen bij hem te blijven. Hij vroeg dat eerst aan Torak, die toen boos wegliep. Die nacht werd hij gedood.
- Detlan en Asrif zijn de twee andere Zeehondenjongens die Torak gevangennamen. In het tweede boek breekt Detlan zijn been en zit Asrif vast op de Arendhoogte, wanneer Torak hem moet helpen.
- Islinn is de Zeehondenleider. Hij werd vele zomers voor de gek gehouden door Tenris. Hij zegt nadien dat hij het toch niet erg vindt dat die dood is.
- Torak De hoofdpersoon in dit boek

### Torak en Wolf - Avonturen in het Hoge Noorden
- Inuktiluk is een jager van de Witte Vossenstam. Hij heeft Torak en Renn van de bevriezingsdood gered en hen later helpen ontsnappen uit het kamp.

Deze naam lijkt sterk op Inuktitu, wat de taal is van de Inuit, in Canada. De Inuit wonen in het noorden van Canada. Hierdoor blijkt dus dat dit gedeelte van het boek zich voornamelijk in het gebied dat wij nu als Canada kennen afspeelt.
- Akoomik is een oude vrouw wier zoon een Zieleneter wilde worden. Dat is echter niet gelukt. Ze heeft Renn van kleren voorzien.

### Torak en Wolf - Verstoten
- Maheegun is de Leider van de Wolvenstam. Hij heeft geel oogwit. Hij verklaart dat Torak stamloos is, en Saeunn bevestigd dat. Maheegun is bang van Torak omdat die met wolven kan praten.
- Yosul is een lid van de Otterstam. De Leider van de Otterstam, Ananda, speelt niet veel mee. Yosul wilde Renn en Bale terugsturen naar het Woud, maar de Ottermagiër heeft dit verhinderd.
- Aki is de zoon van de Everzwijnenleider. Hij maakte fanatiek jacht op Torak toen die uitgestoten was. Later heeft Torak hem het leven gered aan het Bijlmeer. Aki mist een paar vingers die ooit zijn bevroren.

### Torak en Wolf - De Verbroken Eed
- De Oerosmagiër en de Woudpaardenmagiër: zie Zieleneters - Thiazzi.
- De Woudpaardenleider speelt heel even in deel 2, wanneer ze Torak waarschuwt voor de tokoroth. Nu is ze een belangrijker personage. Ze wilde de Uitverkorene offeren.
- De Uitverkorene is een vrouw wier haar verbrand is. Ze dient "de Meester" (Thiazzi). Ze wilde Torak laten verbranden, maar heeft hem later helpen ontsnappen uit het kamp van de stammen. Later heeft Torak haar het leven gered.
- Durrain is de Leider en de Magiër van de Hertenstam. Ze vertelt Torak dat Thiazzi in het Heilige Bos is. Later vertelt ze hem over zijn geboorte. Durrain speelt ook mee in Torak en Wolf - De Geestenjager wanneer ze Donker Magie leert.

### Torak en Wolf - De Geestenjager
- Krukoslik speelt al even mee in het eerste boek wanneer hij Torak de weg naar de Berg van de Wereldgeest vertelt. Krukoslik is de Leider van de Berghazen. Hij vertelt Torak en Renn ook over de Geestenberg.
- Donker is een jongen die al vanaf zijn zevende in de Geestenberg leeft. Zijn vader heeft hem daar achtergelaten. Hij laat Torak de weg naar de Fluistergrot zien, waar Eostra in zit. Dan gaat hij samen met Renn en Wolf Torak zoeken en redden. Donker wordt later door Durrain onderwezen in de Magie, zodat Renn en Torak bij elkaar kunnen blijven.

### Zieleneters

#### Tenris
Tenris, de Zeehondenmagiër is de eerste Zieleneter met wie Torak en Renn moeten afrekenen. Tenris heeft de Jager gedood en de ziekte gestuurd. Hij bezat het eerste stuk van de vuur-opaal. Hij is vermoord door Rafelvin, een andere Jager.

#### Nef
Nef, de Vleermuizenmagiër en volgens Wolf "Stinkvacht" is de tweede Zieleneter. Ze heeft Renn eigenlijk het leven gered aan de ijsrivier in het Verre Noorden. Ze duwde Renn opzij en sprong samen met het tweede stuk van de vuur-opaal naar beneden. Nef had een zoon die, als hij niet gestorven zou zijn, een jaar ouder geweest was dan Torak. Toraks vader heeft haar het leven gered. Torak zegt dat ze niet door en door slecht was.

#### Seshru
Seshru, de Addermagiër en volgens Wolf "Addertong" is de derde Zieleneter. Ze speelt mee in het derde en vierde boek. Seshru is Renns moeder. Daar werd Torak eerst heel boos om, omdat Renn hem dat nooit verteld had, maar hij heeft het haar later toch weer vergeven. Seshru heeft ervoor gezorgd dat Torak even Zieleneter was en dat hij zielziek werd. Seshru wilde het derde stuk vuur-opaal, dat Torak zonder het te weten in zijn mes had zitten. Toen Renn haar wilde doden, rukte Bale haar boog uit de handen, waardoor hij Seshru vermoord heeft.

#### Thiazzi
Thiazzi, de Eikenmagiër en volgens Wolf "Bleekvacht" in het derde en "de Gebetene" in het vijfde boek, is de vierde Zieleneter. Hij is de laatste overlevende van de Eikenstam uit het Dichte Woud, en een verre verwant van Torak. Thiazzi is sterk als een eik, en houdt ervan wezens die niet tegen hem op kunnen te doen lijden. Hij is van niemand bang. Thiazzi was de Oeros- en Woudpaardenmagiër. (De echte Magiërs heeft hij vermoord.) Thiazzi heeft Bale gedood. Later hebben Torak en Renn hem vermoord door zijn haar in brand te steken. Hij had het eerste stuk van de vuur-opaal, dat Eostra's uil heeft gepikt.

#### Eostra
Eostra, de Oehoemagiër en volgens Wolf "Stenen Gezicht" is de vijfde Zieleneter, en de laatste overlevende van de Oehoestam. Ze kan de doden tot leven wekken. Dat wilde ze in haar hol in de Geestenberg doen. De Loper heeft haar in een gat geduwd. Eostra had altijd een masker op (men vermoedt omdat ze heel erge brandwonden heeft). Eostra werd gevreesd door alle andere zieleneters.

#### Toraks Va
Va, de Wolvenmagiër is Toraks vader. Hij wilde eigenlijk bij de Zieleneters gaan omdat hij dacht dat ze goede dingen wilden doen. Tenris, die hem heeft laten doden, is zijn broer. Hij heeft Torak in een wolvenhol achterlaten toen hij zijn moeder ging begraven. Va heeft de vuur-opaal in drie stukken gebroken en de Zieleneters gedeeltelijk verbrand.

#### Narrander
Narrander is dood, de Loper leeft. Dit is een uitspraak over dezelfde persoon, van die persoon. Narrander, beter bekend als de Loper was de Ottermagiër. Torak en Renn hebben hem voor het eerst ontmoet toen ze de Nanuak zochten, later op weg naar het Hoge Noorden en een derde keer in de Geestenberg. Iedereen dacht dat hij dood was sinds Toraks Va de vuur-opaal versplinterde. Het was echter zijn zoon, Narik, die toen stierf. Daardoor is de Loper waanzinnig geworden. De enige die dat wist was Fin-Kedinn, die heeft moeten zweren dat hij dat nooit verder zou vertellen. Nadat zijn zoon stierf, adopteerde hij een veldmuisje/lemming met dezelfde naam (Narik), en altijd als dat muisje stierf, adopteerde hij er een nieuwe. De Loper slaat wartaal uit, maar altijd met een kern van waarheid. Hij leeft in zijn eigen dal, het Dal van de Loper.

## Film
In 2004 heeft 20th Century Fox de filmrechten voor Wolf Brother gekocht. Het script is al gemaakt. In september 2010 werd echter gemeld dat het boek toch niet zal worden verfilmd wegens financiële problemen.

## Vervolg
Op 18 maart 2019 maakte Michelle Paver in een YouTube-video bekend dat ze bezig is met drie nieuwe boeken in de serie die zich na De Geestenjager afspelen. Het eerste vervolgboek zal in april 2020 uitkomen. Paver werkt weer samen met de redacteur en illustratoren van haar vorige boeken..Of en wanneer de nieuwe boeken naar het Nederlands vertaald zullen worden, is nog niet bekend. Maar de uitgever van de boeken van torak en wolf in Nederland, The House Of Books, gaat het boek in ieder geval niet uitgeven in Nederland. Dus waarschijnlijk komt het boek niet in Nederland of een andere uitgever moet het gaan uitgeven, maar waarschijnlijk gebeurt dat niet.